# Liste de classes de complexité
Cet article présente une liste de classes de complexité en théorie de la complexité.
| Classe             | Description | Relation |
| ------------------ | --- | --- |
| #P                 | compte les solutions d'un problème de NP | |
| #P-complet         | #P et tout problème #P peut s'y ramener par réduction polynomiale | |
| 2-EXPTIME          | décidable en temps doublement exponentiel | {\displaystyle \bigcup _{k\in \mathbb {N} }{\mbox{ DTIME }}\left(2^{2^{n^{k}}}\right)} |
| AC                 | réunion des classes de la hiérarchie ACi | {\displaystyle \bigcup _{i\in \mathbb {N} }{\mbox{AC}}^{i}} ; égale à {\displaystyle {\mbox{NC}}}                                                                                                 |
| AC0                | calculable par un circuit booléen de profondeur constante, de taille polynomiale | |
| ACi                | calculable par un circuit booléen de profondeur {\displaystyle O(\log ^{i}n)}, de taille polynomiale                                                                                    | |
| ALL                | tous les problèmes de décision | |
| AM                 | décidable en temps polynomial par un protocole Arthur-Merlin à deux messages | |
| APX                | existence d'un algorithme d'approximation en temps polynomial avec un ratio d'approximation constant                                                                                    | |
| BPP                | décidable en temps polynomial par une machine de Turing probabiliste avec une probabilité d'erreur inférieure à 1/3                                                                     | |
| BQP                | décidable en temps polynomial par un calculateur quantique avec une probabilité d'erreur inférieure à 1/3                                                                               | |
| co-NP              | réponse négative vérifiable en temps polynomial | |
| co-NP-complet      | co-NP et tout problème co-NP peut s'y ramener par réduction polynomiale | |
| DSPACE(f(n))       | décidable par une machine déterministe en espace O(f(n)) | |
| DTIME(f(n))        | décidable par une machine déterministe en temps O(f(n)) | |
| E                  | décidable en temps exponentiel avec un exposant linéaire | {\displaystyle \bigcup _{k\in \mathbb {N} }{\mbox{DTIME}}\left(2^{kn}\right)} |
| ELEMENTARY         | réunion des classes de la hiérarchie exponentielle (en) | {\displaystyle \bigcup _{k\in \mathbb {N} }{\mbox{k-EXPTIME}}={\mbox{DTIME}}\left(2^{n}\right)\cup {\mbox{DTIME}}\left(2^{2^{n}}\right)\cup {\mbox{DTIME}}\left(2^{2^{2^{n}}}\right)\cup \cdots } |
| ESPACE             | décidable en espace exponentiel avec un exposant linéaire | {\displaystyle \bigcup _{k\in \mathbb {N} }{\mbox{DSPACE}}\left(2^{kn}\right)} |
| EXPSPACE           | décidable en espace exponentiel | {\displaystyle \bigcup _{k\in \mathbb {N} }{\mbox{DSPACE}}\left(2^{n^{k}}\right)} ; égale à{\displaystyle {\mbox{ NEXPSPACE }}}par le théorème de Savitch                                         |
| EXPTIME (ou EXP)   | décidable en temps exponentiel | {\displaystyle \bigcup _{k\in \mathbb {N} }{\mbox{DTIME}}\left(2^{n^{k}}\right)} |
| IP                 | décidable par un système de preuve interactive | égale à{\displaystyle {\mbox{ PSPACE }}} |
| L                  | décidable en espace logarithmique | {\displaystyle {\mbox{DSPACE }}(\log(n))} |
| LOGCFL             | réductible en espace logarithmique à un langage hors-contexte | |
| NC                 | décidable en temps polylogarithmique par un nombre polynomial de machines en parallèle                                                                                                  | égale à {\displaystyle {\mbox{AC}}} |
| NE                 | décidable par une machine non déterministe en espace exponentiel avec un exposant linéaire                                                                                              | {\displaystyle \bigcup _{k\in \mathbb {N} }{\mbox{NTIME}}\left(2^{kn}\right)} |
| NEXPSPACE          | décidable par une machine non déterministe en espace exponentiel | {\displaystyle \bigcup _{k\in \mathbb {N} }{\mbox{NSPACE}}\left(2^{n^{k}}\right)} ; égale à{\displaystyle {\mbox{ EXPSPACE }}}par le théorème de Savitch                                          |
| NEXPTIME (ou NEXP) | décidable par une machine non déterministe en temps exponentiel | {\displaystyle \bigcup _{k\in \mathbb {N} }{\mbox{NTIME}}\left(2^{n^{k}}\right)} |
| NL                 | décidable par une machine non déterministe en espace logarithmique (réponse positive vérifiable en espace logarithmique)                                                                | {\displaystyle {\mbox{NSPACE }}(\log(n))} |
| NP                 | décidable par une machine non déterministe en temps polynomial (réponse positive vérifiable en temps polynomial)                                                                        | {\displaystyle \bigcup _{k\in \mathbb {N} }{\mbox{NTIME}}\left({n^{k}}\right)} |
| NP-complet         | NP et NP-difficile | |
| NP-difficile       | tout problème NP peut s'y ramener par réduction polynomiale | |
| NP-facile          | décidable en temps polynomial avec un oracle pour un problème NP | |
| NP-intermédiaire   | dans NP, mais ni dans P ni NP-complet | |
| NPSPACE            | décidable par une machine non déterministe en espace polynomial | {\displaystyle \bigcup _{k\in \mathbb {N} }{\mbox{NSPACE}}\left({n^{k}}\right)} ; égale à{\displaystyle {\mbox{ PSPACE }}}par le théorème de Savitch                                              |
| NSPACE(f(n))       | décidable par une machine non déterministe en espace O(f(n)) | |
| NTIME(f(n))        | décidable par une machine non déterministe en temps O(f(n)) | |
| P                  | décidable en temps polynomial | {\displaystyle \bigcup _{k\in \mathbb {N} }{\mbox{DTIME}}\left({n^{k}}\right)} |
| P/poly             | décidable par une famille de circuits booléens de tailles polynomiales | |
| PH                 | réunion des classes de la hiérarchie polynomiale | |
| PP                 | décidable en temps polynomial par une machine de Turing probabiliste avec une probabilité d'erreur inférieure à 1/2                                                                     | |
| PSPACE             | décidable en espace polynomial | {\displaystyle \bigcup _{k\in \mathbb {N} }{\mbox{DSPACE}}\left({n^{k}}\right)} ; égale à{\displaystyle {\mbox{ NPSPACE }}}par le théorème de Savitch                                             |
| R                  | décidable | {\displaystyle {\mbox{RE}}\cap {\mbox{co-RE}}} |
| RE                 | récursivement énumérable | |
| RP                 | décidable en temps polynomial par une machine de Turing probabiliste refusant toutes les instances négatives et acceptant les instances positives avec une probabilité supérieure à 1/2 | |
| UP                 | décidable par une machine de Turing non ambigüe en temps polynomial | |
| ZPP                | décidable par une machine de Turing probabiliste en temps polynomial en espérance, sans erreur                                                                                          | {\displaystyle {\mbox{RP}}\cap {\mbox{co-RP}}} |